# Gladys Jennings

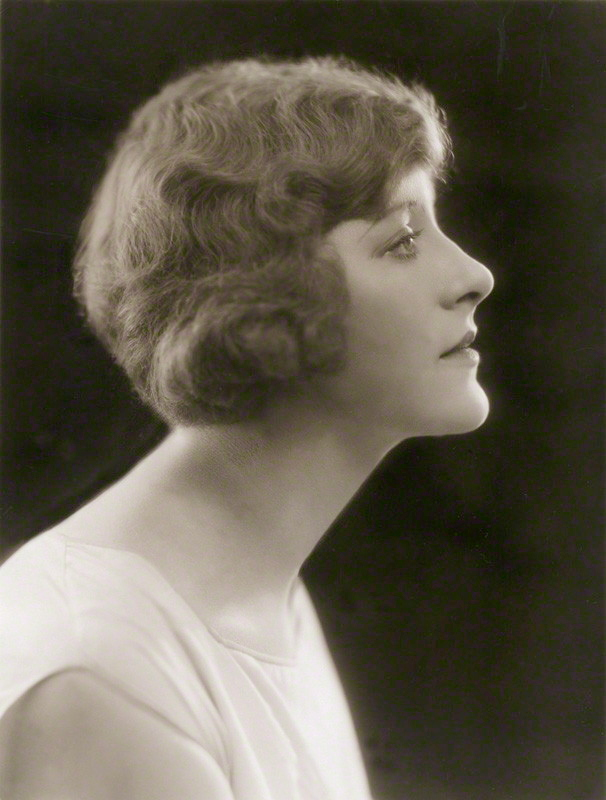
Gladys Jennings em 1924

Gladys Jennings (1903–1994) foi uma atriz de cinema britânica.

## Filmografia selecionada
- The Lady Clare (1919)
- The Face at the Window (1920)
- The Shuttle of Life (1920)
- Gwyneth of the Welsh Hills (1921)
- Rob Roy (1922)
- Lamp in the Desert (1923)
- Henry, King of Navarre (1924)
- The Happy Ending (1925)
- I'm an Explosive (1933)